# Ify Ibekwe
Ify Ibekwe, née le 5 octobre 1989 à Carson (Californie), est une joueuse américano-nigériane de basket-ball.

## Biographie
Elle est la sœur du joueur de basket-ball Ekene Ibekwe.
En senior, elle aligne 21,0 points, 11,8 rebonds, 3,2 contres, 3,9 passes et 2,8 interceptions au Narbonne High School de Harbor City (Californie) et choisit de rejoindre les Wildcats. En Arizona, elle devient une des meilleures joueuses de la Pacific-10 Conference.
Elle est choisie en 24e position de la draft 2011 par le Storm de Seattle avec lesquels elle commence la saison. Sa première saison WNBA se conclut prématurément sur un bilan de 8 minutes en trois rencontres pour un bilan total de 2 tirs manqués, 3 rebonds et 1 balle perdue. Son contrat est rompu au profit de la polonaise Ewelina Kobryn.
À l'automne 2011, elle s'illustre avec l'équipe belge du Dexia Namur (21,5 points et 9,7 rebonds par match en Eurocoupe), mais atteinte par le mal du pays, elle choisit de résilier son contrat en fin d'année civile. 
De janvier à mai, elle joue en Espagne à Burgos pour 10,2 points et 4,3 rebonds. Mi-décembre 2012, elle est engagée par le Saint-Amand Hainaut Basket pour remplacer Stefanie Murphy. En septembre 2013, elle retourne en Espagne au Ibaizabal Bizkaia GDKO. Elle inscrit 12,5 points et 9,1 rebonds de moyenne en 11 rencontres avant de finir la saison 2013-2014 en Corée du sud à KEB Hanabank pour des statistiques de 12,1 points et 7,4 rebonds en 12 rencontres. Pour 2014-2015, elle retrouve l'Espagne avec Uni Girona avec lequel elle remporte le championnat d'Espagne 2015.
Après une saison réussie en Espagne (16,6 points et 10,4 rebonds par rencontre), elle signe pour 2015-2016 avec le promu australien SEQ Basketball. Elle effectue la pré-saison WNBA 2015 avec le Fever de l'Indiana mais n'est pas conservée dans l'équipe qui commence le championnat.
Elle rejoint par la suite la Turquie avec Istanbul (19,0 points et 10,3 rebonds en Eurocoupe en 2017-2018) puis Kayseri (20,4 points et 10,1 rebonds en 2018-2019). En 2019-2020, elle s'engage avec Virtus Eirene Raguse en Italie pour 11,5 points (47 % à 2pts et 44% à 3pts), 6,3 rebonds et 2 passes décisives de moyenne en 23 minutes de jeu puis signe pour 2020-2021 en France à Nantes Rezé.
En janvier 2022, elle rejoint de nouveau la LFB à Landerneau. 

## Palmarès

### Clubs
- Championne d'Espagne 2015

### Équipe nationale
- Médaille d'or au championnat d'Afrique 2019
- Médaille d'or au championnat d'Afrique 2021

## Distinctions personnelles
- Meilleure joueuse du championnat d'Espagne 2015
- Meilleure défenseuse du championnat d'Espagne 2015